# Centro Cultural Gabriel García Márquez
El Centro Cultural Gabriel García Márquez es un espacio dedicado a la cultura, en el centro histórico de Bogotá, localidad de La Candelaria. Fue diseñado en 2003 para el Fondo de Cultura Económica por el arquitecto Rogelio Salmona. Lleva su nombre en homenaje al escritor colombiano Gabriel García Márquez.

## Características
Está ubicado a una cuadra de la Plaza de Bolívar, el Museo del 20 de julio, la Alcaldía Mayor, la Biblioteca Luis Ángel Arango entre otras edificaciones. Se encuentra en la esquina nororiental de la calle 11 con la carrera 5, en la antigua calle de la Enseñanza. En el periodo colonial el predio fue ocupado por el colegio y claustro de la Enseñanza, que en la época republicana dio paso al Palacio de Justicia, incinerado en los disturbios del Bogotazo el 9 de abril de 1948.
El sitio tiene 30 m de fachada occidental, 80 m de profundidad y una pendiente del 10 % en la calle 11. Su área total es de 3200 m² y su un área construida de 9500 m².
Los dos servicios primordiales de este Centro Cultural, son los de librería y galería de arte; la primera está conectada al exterior por grandes ventanales y tiene capacidad para 50 000 libros, por otro lado, la galería con más de 216 m² está hecha para ubicar en ella las obras de artistas plásticos nacionales e internacionales.
Entre los servicios que ofrece incluye parqueadero cubierto, una sucursal bancaria, un restaurante, una librería y una tienda de discos.

## Galería

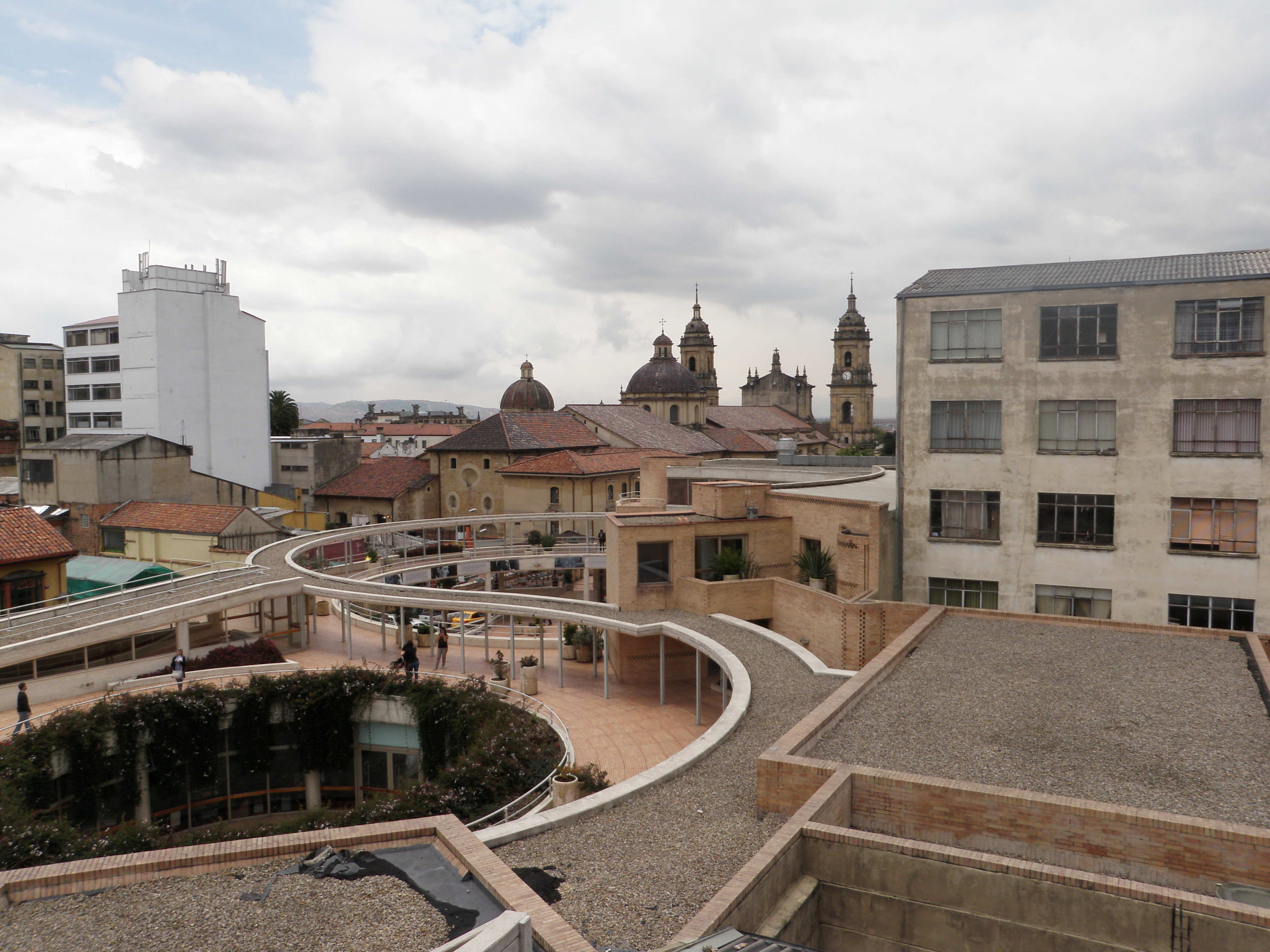
Vista desde el techo
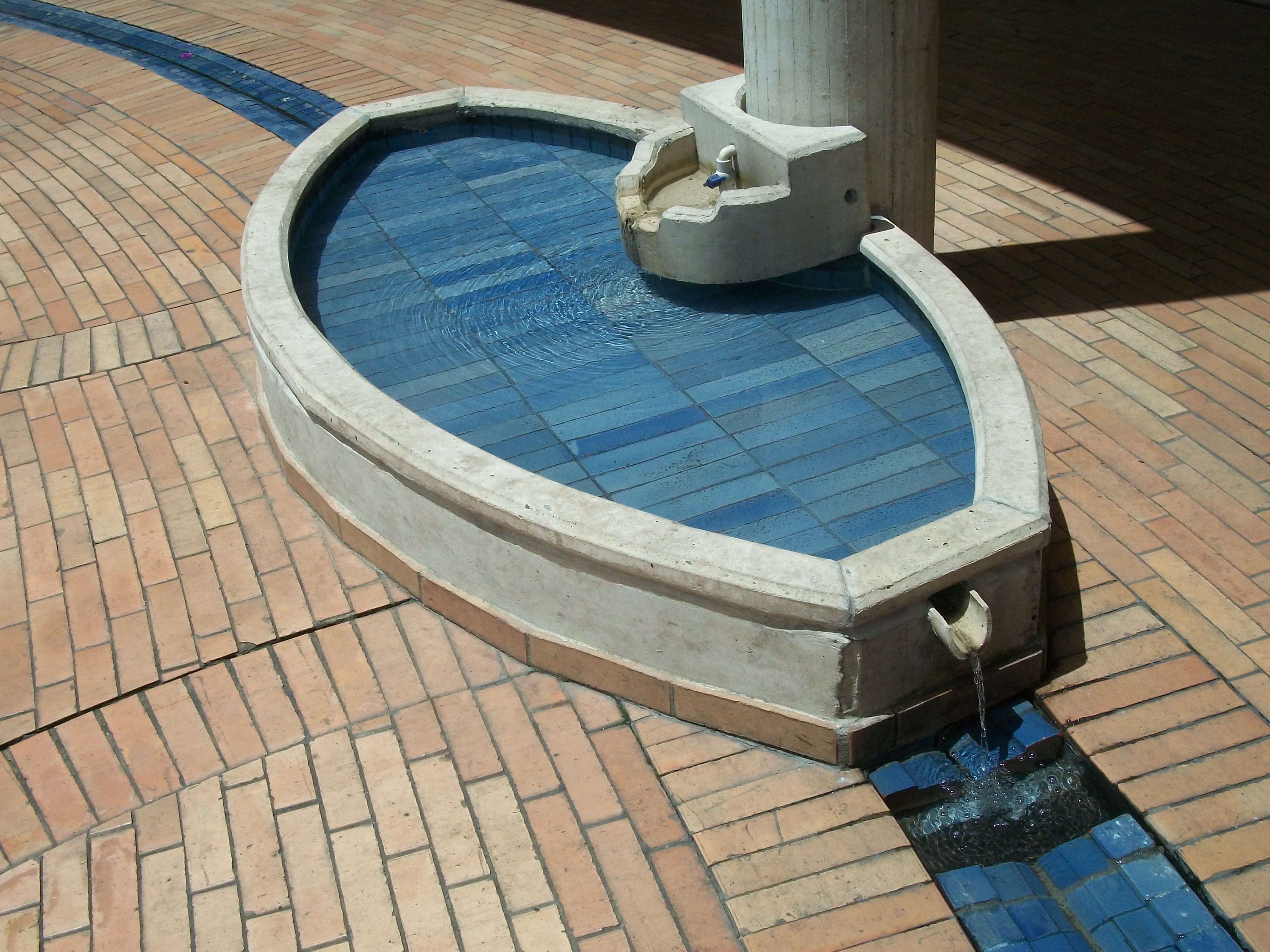
Fuentes de agua
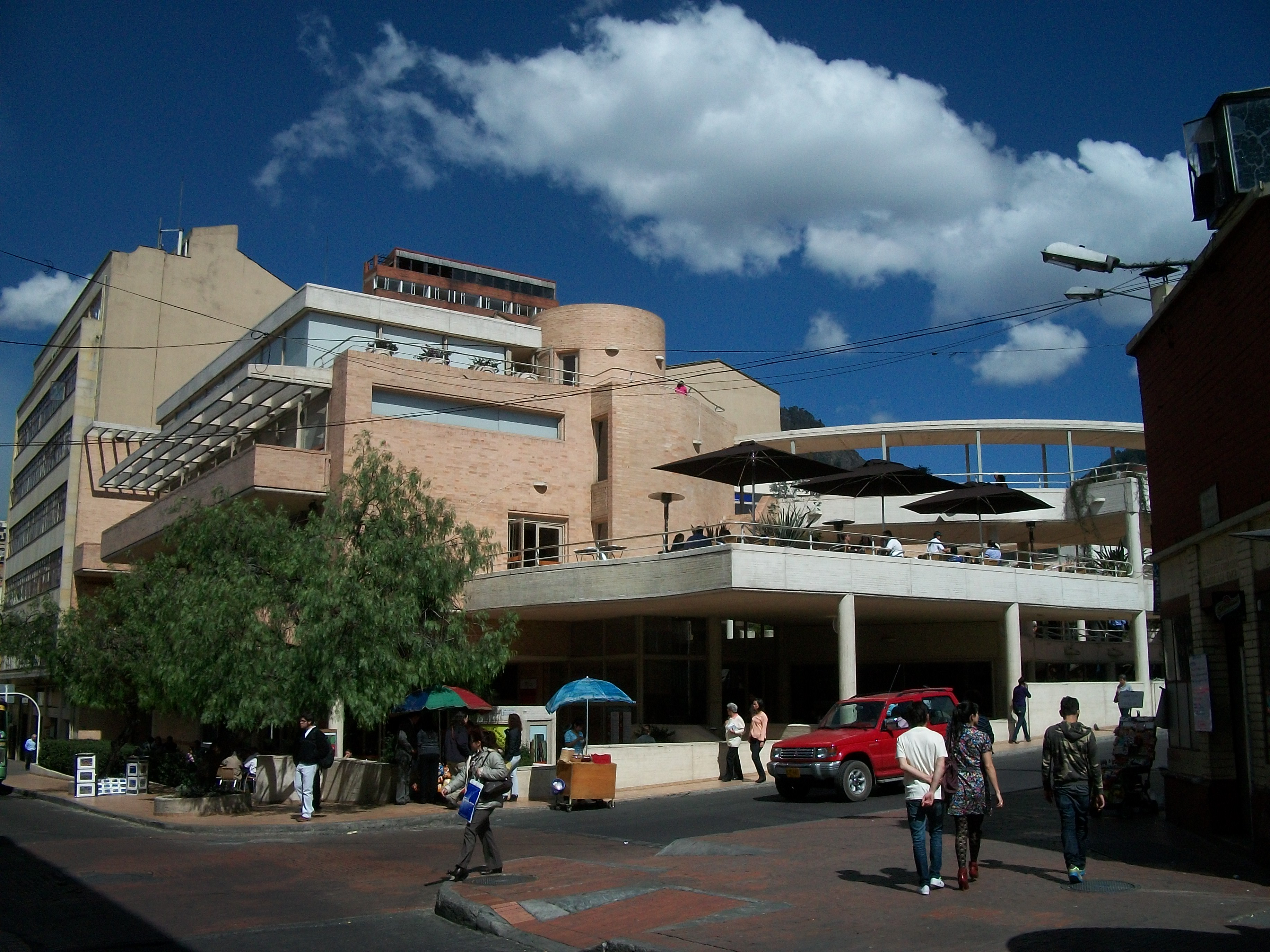
Esquina de la carrera 11 con  calle 5
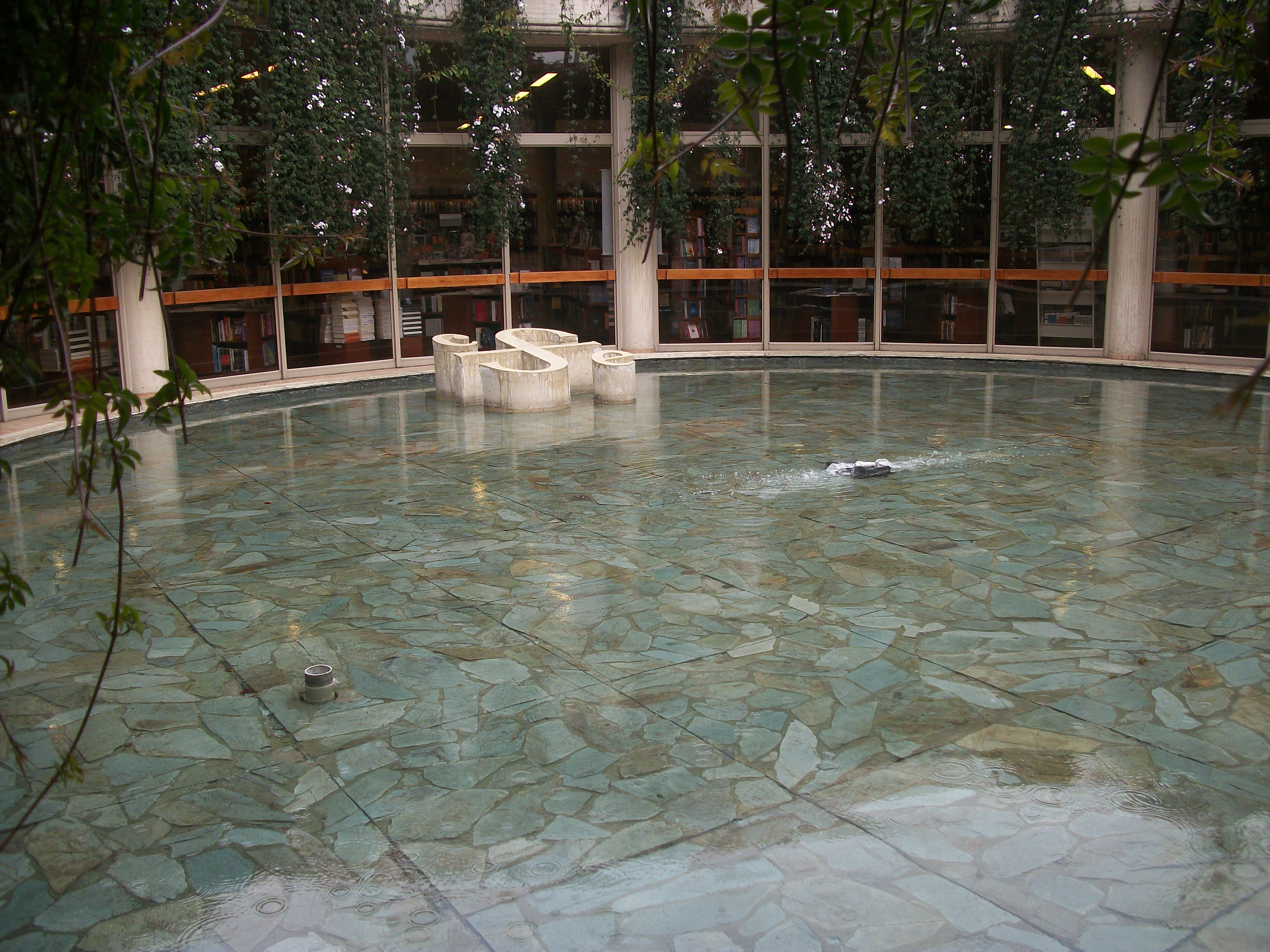
Espejo de agua
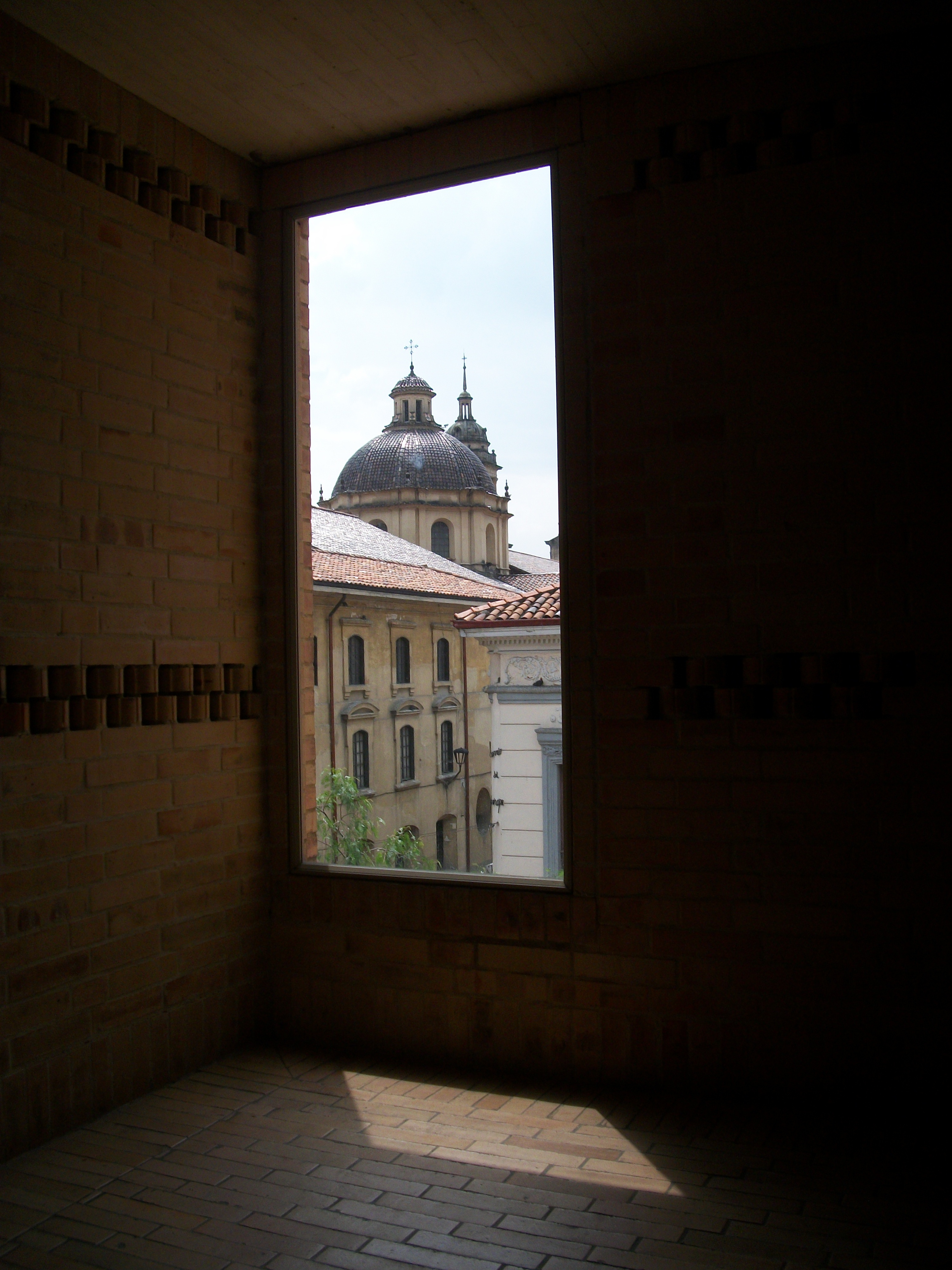
Vista de la Catedral
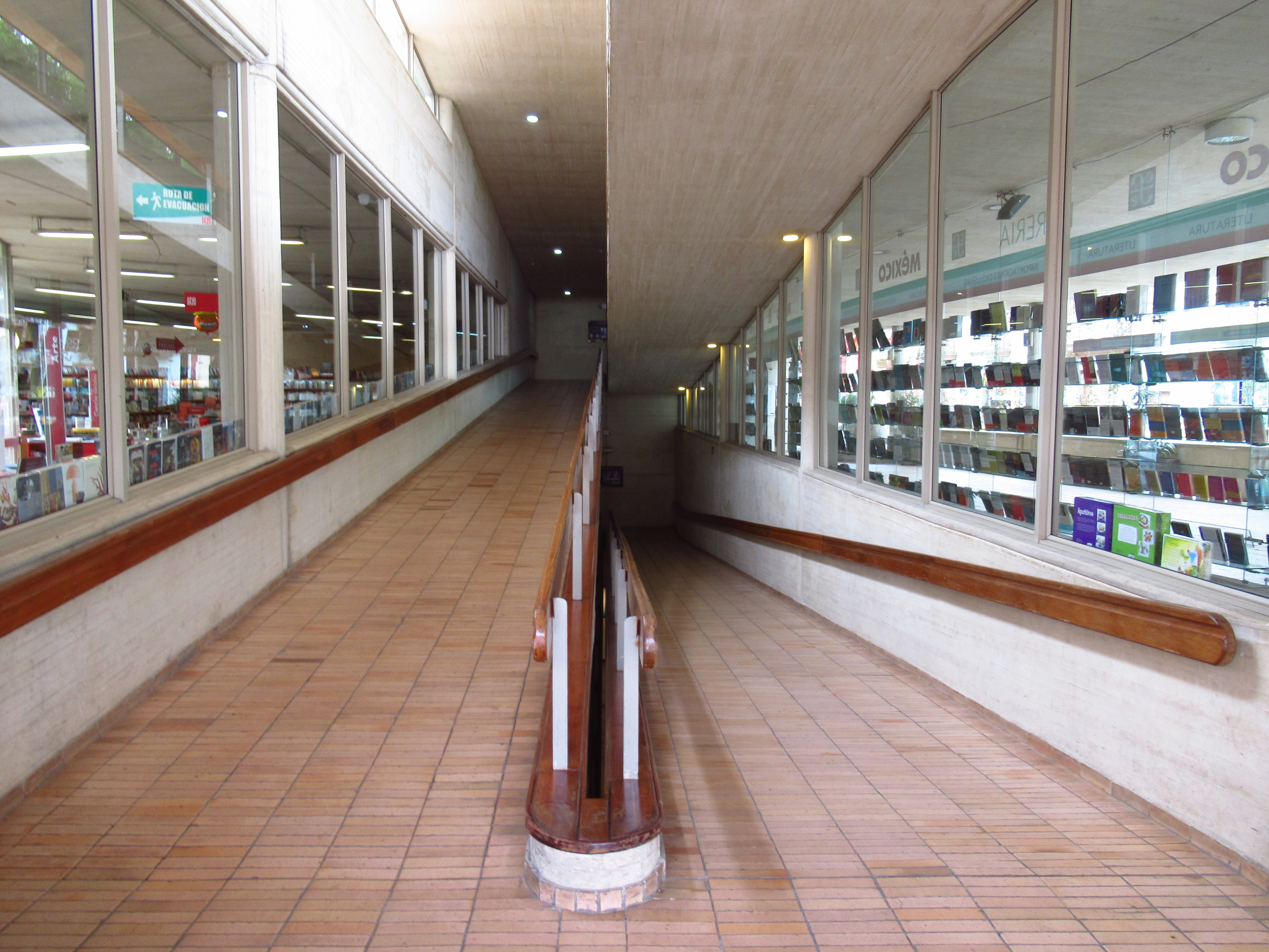
Rampas internas